# Abdelkébir Khatibi
Pour les articles homonymes, voir Khatibi.
Abdelkébir Khatibi (ar) عبدالكبير خطيبي, né le 11 février 1938 à El Jadida et mort le 16 mars 2009 à Rabat, est un romancier et sociologue marocain, spécialiste de la littérature maghrébine francophone.

## Biographie
Abdelkébir Khatibi est né à El Jadida, une ville marocaine au sud de Casablanca, le 11 février 1938 et il est décédé le 16 mars 2009 à Rabat à l'âge de 71 ans. Il a grandi dans un quartier d'El Jadida proche de la mer. Enfance qu'il célébrera plus tard en construisant son récit Amour bilingue comme une métaphore océanique. Après le décès de son père, théologien et négociant, il intègre en 1950 le collège Sidi-Mohammed de Marrakech puis le lycée Lyautey de Casablanca où il passe le baccalauréat en 1957. En 1959, il entame des études de sociologie et de philosophie à la Sorbonne à Paris .
Il écrit ses premiers poèmes à douze ans, en arabe, ensuite en français qui demeurera sa langue d'écriture. Après une année propédeutique au lycée Lyautey de Casablanca, il entreprend des études supérieures en sociologie à la Sorbonne et soutient sa thèse en 1965, la première thèse sur le roman maghrébin, publiée en 1968.
De retour au Maroc, il mène une intense activité : chercheur, écrivain, enseignant, intellectuel engagé dans la politique, le Syndicat de l'enseignement supérieur dont il est un des fondateurs. Il fait paraître en 1971 son premier roman, La Mémoire tatouée, récit autobiographique qui inaugure une série de livres et d'études dans trois domaines: la littérature proprement dite, la recherche en sciences sociales et la critique d'art. Il encourage largement l'émergence de plusieurs jeunes écrivains marocains. En 1979, il arrête d'enseigner pour se consacrer à la recherche et à l'écriture : « J'ai arrêté d'enseigner pour me laisser enseigner par la vie. » Il occupe alors le poste de directeur de l'Institut universitaire de la recherche scientifique de Rabat.
Ses œuvres sont traduites en plusieurs langues et font l'objet de thèses universitaires, d'ouvrages et d'articles publiés dans des revues spécialisées et dans les actes de rencontres scientifiques nationales et internationales.Son dernier livre est Le scribe et son ombre, paru en 2008 (éd. de La Différence), où il écrit : « Le livre autobiographique qu'on lit dans le rêve de sa vie existe, dispersé dans l'esprit de chaque scribe et de sa mélancolie studieuse, et peut-être dans la curiosité du lecteur. »

## Œuvres

### Romans, poésie et théâtre
- La Mémoire tatouée, roman, Paris, Denoël, coll. Lettres Nouvelles, 1971 et Poche, Coll.10/18, 1979
- Le Lutteur de classe à la manière taoïste, poésie, Paris, Sindbad, 1976
- Le Livre du sang, roman, Paris, Gallimard, 1979 et 1986
- Le Prophète voilé, pièce de théâtre, Paris, L’Harmattan, 1979
- Amour bilingue, récit, Montpellier, Fata Morgana, 1983
- Le Même Livre, Correspondance avec le psychanalyste d'origine égyptienne Jacques Hassoun, Paris, Éditions de l’Éclat, 1985
- Dédicace à l’année qui vient poésie, Montpellier, Fata Morgana, 1986
- Un été à Stockholm, roman, Paris, Flammarion, 1990
- Triptyque de Rabat, roman, Paris, Noël Blandin, 1994
- Pèlerinage d'un artiste amoureux, roman, Paris, Éditions du Rocher, 2003, Poche, Le Serpent à Plumes, coll. Motifs, 2006
- Aimance, poésie, Paris, Al Manar, 2004
- Correspondance ouverte, avec G. EL Khayat, Rabat, Marsam, 2004
- Féerie d'un mutant, récit, Le Serpent à Plumes, 2005
- Œuvres de Abdelkébir Khatibi, tome I : Romans et récits, tome II : Poésie de l'Aimance, tome III : Essais, Paris, Éditions de La Différence, 2008
- Le Scribe et son ombre, Paris, Éditions de La Différence, 2008  (ISBN 978-2729117870)

### Essais
- La Blessure du nom propre, essai, Paris, Denoël, coll. Lettres Nouvelles, 1974 et 1986
- Vomito blanco (Le sionisme et la conscience malheureuse), essai, Coll. 10/18, 1974
- Le Roman maghrébin, essai, Paris, Maspéro, 1968, rééd. Rabat, SMER, 1979
- De la mille et troisième nuit, essai, Rabat, SMER, 1980, rééd. dans Ombres japonaises
- Maghreb pluriel, essai, Paris, Denoël, 1983
- Du bilinguisme, Collectif, essai, Paris, Denoël, 1985
- Figures de l’étranger (dans la littérature française), essai, Paris, Denoël, 1987
- Par-dessus l'épaule, essai, Paris, Aubier, 1988
- Paradoxes du sionisme, essai, Rabat, Al Kalam, 1989
- Penser le Maghreb, essai, Rabat, SMER, 1993
- L'Art calligraphique de l'islam, avec Mohamed Sijelmassi, essai, Paris, Gallimard, 1994
- Du signe à l'image, avec Ali Amahan, livre d'art sur le tapis marocain, Casablanca/Milan, Lak International, 1995
- Civilisation marocaine, sous la dir. de Mohamed Sijelmassi, essai, Arles, Actes Sud, et Casablanca, Éditions Oum, 1996
- L'Alternance et les Partis politiques, essai, Casablanca, Eddif, 1999
- La Langue de l'autre, essai, New York, Les Mains secrètes, 1999
- Vœu de silence, essai, Paris, Al Manar, 2000
- L'Art contemporain arabe, essai, Paris, Al Manar, 2001
- Le Corps oriental, essai, Paris, Hazan, 2002
- Féerie et dissidence, collectif, Rabat, Institut universitaire de recherche scientifique, 2003
- Quatuor poétique, essai, Paris, Al Manar, 2006
- Jacques Derrida, en effet, essai, Paris, Al Manar, 2007

### Articles
- « Un étranger professionnel », Études françaises, vol. 33, no 1,‎ printemps 1997, p. 123-126 (lire en ligne)
- Le poète marocain Hassan Wahbi a consacré plusieurs ouvrages à l'analyse de l'œuvre d'Abdelkébir Khatibi.

## Récompenses et distinctions
- Grand Prix de l'Académie française 1994.
- Chevalier (Fariss) de l'ordre du Trône, 1996.
- Chevalier de l'ordre français des Arts et Lettres, 1997.
- Grand Prix Atlas, Rabat, 1997, présidé par Bernard Pivot.
- Prix de l'Afrique méditerranéenne/Maghreb 2003.
- Grand prix de poésie de la SGDL 2008, attribué pour la première fois à un auteur arabe.